# Grajaú (ort)
Grajaú är en ort i Brasilien.   Den ligger i kommunen Grajaú och delstaten Maranhão, i den östra delen av landet, 1 100 km norr om huvudstaden Brasília. Grajaú ligger 163 meter över havet och antalet invånare är 30 217.
Terrängen runt Grajaú är huvudsakligen platt. Grajaú ligger nere i en dal som går i nord-sydlig riktning. Det finns inga andra samhällen i närheten.
Omgivningarna runt Grajaú är huvudsakligen savann. Runt Grajaú är det mycket glesbefolkat, med 7 invånare per kvadratkilometer.